# 前田葉子
前田 葉子（まえだ ようこ、1978年10月17日 - ）は日本の弁護士、ニューヨーク州弁護士。

## 来歴
日本女子大学附属高等学校から東京大学文科一類に入学。東京大学法学部第1類（私法コース）卒業。東大法学部第1類（私法コース）在学中に司法試験に合格。2003年10月 弁護士登録（第一東京弁護士会）。同年 西村あさひ法律事務所に入所。2010年 ペンシルベニア大学ロースクール修了。LL.M修得。2011年3月 ニューヨーク州弁護士登録。2015年7月 シティユーワ法律事務所に入所。

## 略歴
- 2002年3月：東京大学法学部第1類（私法コース）卒業[2]。
- 2003年10月：弁護士登録（第一東京弁護士会）。
- 2003年10月：西村あさひ法律事務所に入所。
- 2010年7月：デベヴォイズ&プリンプトン法律事務所に入所。
- 2011年3月：ニューヨーク州弁護士登録。
- 2012年1月：シンガポール国際仲裁センター勤務。
- 2015年7月：シティユーワ法律事務所に入所。
- 2018年4月：ICC（国際仲裁裁判所）日本委員。
- 2021年4月：三井ハイテック社外取締役。

## 人物
もともと、裁判に強い弁護士になりたいと思い弁護士になったが、同時に稼げる弁護士になりたいと思い始めた。日本の弁護士は、一部の例外を除き、どの弁護士も裁判は出来るため、プラスアルファで国際的な裁判や訴訟に軸足を置いた。